# Distrikt Nakasongola
Nakasongola ist ein Distrikt in der Zentralregion von Uganda. In der gleichnamigen Stadt Nakasongola befindet sich der Verwaltungssitz des Distrikts.

## Geografie
Der Distrikt Nakasongola grenzt im Nordwesten an den Distrikt Apac, im Nordosten an den Distrikt Amolatar, im Osten an den Distrikt Kayunga, im Süden an den Distrikt Luweero, im Südwesten an den Distrikt Nakaseke und im Nordwesten an den Distrikt Masindi. Nakasongola, das wichtigste kommunale, administrative und kommerzielle Zentrum des Bezirks, liegt etwa 140 Kilometer mittels der Straße nördlich von Kampala, der Hauptstadt Ugandas.

## Demografie und Ethnologie
Die Volkszählung von 1991 ergab eine Bevölkerung von etwa 100.500 Einwohnern. Im Jahr 2002 schätzte die Volkszählung die Bevölkerung auf 127.100 Menschen Einwohner, von denen 62.312 (49,7 Prozent) weiblich und 62.985 (50,3 Prozent) männlich waren. Im Jahr 2012 wurde die Bevölkerung des Distrikts auf 156.500 Einwohner geschätzt. Der Distrikt Nakasongola wird von indigenen Bantu, den Buruuli, dominiert. Sie sprechen Ruruli. Sie leben meist harmonisch mit anderen Ethnien wie den Hima, Nyarwanda, Karamajong, Ganda, Luo, Banyoro und Bakenyi zusammen.

## Verwaltung
Der Distrikt Nakasongola wurde im Jahr 1997 gegründet. Vorher war es ein Teil des Distrikts Luweero. Die Untersuchungskommission für das lokale Regierungssystem erkannte 1987 an, dass Nakasongola zu weit vom Verwaltungszentrum von Luweero entfernt war, um direkt von dort verwaltet zu werden und Nakasongola litt aufgrund dieser Entfernung vom damaligen Distriktssitz unter relativer Vernachlässigung. Dies wurde die Grundlage für die Schaffung des Distrikts Nakasongola im Jahr 1997. Der Distrikt umfasst 4.909 Quadratkilometer, von denen 4,6 % permanentes Feuchtgebiet sind. Der Distrikt besteht aus drei Grafschaften:
- Kyabujingo
- Buluuli
- Budyöbo

## Wirtschaft
Die Landwirtschaft ist eine der wichtigsten wirtschaftlichen Aktivitäten im Distrikt. Zu den angebauten Kulturen gehören Nahrungsmittel wie Maniok, Mais, Süßkartoffeln, Sorghum, Bananen, Fingerhirse und Nutzpflanzen wie Kaffee und Baumwolle.

## Bildung
Der Distrikt hat insgesamt 141 Grundschulen, wovon 118 von der Regierung, 7 privat und 16 Gemeinschaftsschulen sind. Für weiterführende Schulen hat der Distrikt mehr als 15 Schulen, davon sind 3 von der Regierung, 5 privat und 7 Gemeinschaftsschulen.

## Gesundheit
Der Distrikt verfügt über 14 Regierungsapotheken, 5 Gesundheitszentren, ein Gesundheitszentrum und ein Krankenhaus. Zusätzlich hat er 3 private bzw. NGO-Apotheken und ein Krankenhaus.

## Verkehr
Der Distrikt ist durch eine asphaltierte Straße mit Masindi und dem Distrikt Luwero verbunden. Das Zubringer-Straßennetz ist jedoch unzureichend. Das Reisen innerhalb des Distrikts erweisen sich als schwierig, da Transportmittel schwer zu bekommen sind. Dies hat großen Einfluss auf den Transport landwirtschaftlicher Produkte.

## Sehenswürdigkeiten und Natur
- Nakasongola Hill[6]
- Kageri Rock[7]